# Yang Ermin
Yang Ermin (chinesisch 杨佴旻, Pinyin Yáng Èrmín; * 1964 im Kreis Quyang der Stadt Baoding, Provinz Hebei, Volksrepublik China) ist ein chinesischer Maler.

## Leben
Yang wurde an der Kunsthochschule Nanjing (chinesisch 南京艺术学院) promoviert. Während einer 20-jährigen Experimentierphase seit dem Beginn der 1990er Jahre arbeitete er mit den Mitteln der traditionellen Technik der Tuschmalerei auf Reispapier. Yang wendet heute jedoch nicht nur die Tuschen in ihren unterschiedlichen Schwarztönen an, sondern benutzt auch bunte, jedoch nicht zu grelle Tuschfarben. 
Yang lehrt heute am Institut für neue Tuschtechniken seiner Alma Mater in Nanjing. Er ist Gastprofessor an der Hebei-Universität in Baoding. Er verantwortet eine Kulturwebseite in Peking: artsbeijing.com.
Yang  hat bisher erfolgreich sowohl in China als auch im Ausland ausgestellt. Seine Arbeiten werden in verschiedenen Museen in China, Japan und den USA gezeigt.

## Ausstellungen
- 2013: His Epic -- Yang Ermin New Chinese Paintings China Tour, Chinesisches nationales Kunstmuseum, Peking, danach in Nanjing und Dalian.